# A.L.F. - Apparecchi Luminosi Fototecnici
A.L.F. - Apparecchi Luminosi Fototecnici è stato un produttore di materiale elettrico e d'illuminazione, ad uso fotografico, cinematografico e scientifico, con sede a Firenze, in Italia.

## Storia
L'azienda venne fondata nel 1952 a Firenze da Alfredo Chirici, inizialmente per la progettazione e realizzazione di componenti e strumentazioni per l'illuminazione di ambientazioni teatrali, fotografiche e cinematografiche professionali. 
Alla fine degli anni cinquanta, espanse poi la propria attività anche alle fotocamere da studio nei formati 24x24 e 30x30 cm.
Negli anni sessanta l'attività dell'azienda, definita "officina di alta precisione", si era estesa, complice la collaborazione con le case di produzione cinematografiche e la clientela di fotografi professionisti e dilettanti, a coprire quasi tutti i settori della filiera. 
Era quindi cresciuta l'offerta del materiale da "studio": cavalletti, spotlight per uso teatrale, cinematografico e televisivo, lampade e cavalletti per sale di posa. A questi si affiancavano, nella "divisione elettronica" creata nel corso del decennio, flash elettronici da studio con luci pilota al quarzo-iodio e fotocellula incorporata ed i primi circuiti per sincronizzare le apparecchiature. 
Oltre a questo, venivano commercializzati anche strumenti per lo sviluppo e l'elaborazione delle immagini (l'attuale post produzione): accanto agli ingranditori automatici, a mano, contasecondi.
L'azienda aveva dato poi vita ad una nuova "divisione smaltatrici asciugatrici", dedicata alla ricerca e sviluppo di rulli, smaltatrici rotative fotografiche per carta, smaltatrici rotative a circolazione d'acqua, a resistenza, a singola piastra ed asciugatori per copie. 
Nonostante l'ampiezza dell'offerta, nel corso del decennio, complice la concorrenza delle grandi aziende straniere ed il brusco calo del mercato per i dilettanti (che si rivolgevano a prodotti meno costosi e, per lo sviluppo, ai laboratori fotografici), la ALF cessò progressivamente la propria produzione, alienando il proprio magazzino.
Come avviene per analoghi prodotti ad uso professionale, grazie anche all'assenza di elettronica particolare, alcuni apparecchi della A.L.F. hanno continuato ad essere utilizzati per diversi anni da Enti e Istituti, per essere poi progressivamente dismessi. Alcuni esemplari sono stati ceduti ad archivi storici, per la loro preservazione e conservazione.

### Sede
La sede - costruita negli anni cinquanta - si trovava a Sesto Fiorentino, in via San piero a Quaracchi. La peculiare struttura consisteva in una palazzina verde fronte strada, con dei pini. I tre capannoni produttivi sul retro, disposti parallelamente, e costruiti nel corso degli anni '50 e '60, via via che le esigenze della ALF aumentavano. Risultavano estesi verso l'interno, limitando l'ingombro laterale e risultando invisibili dalla strada. Più indietro era presente uno spazio per lo stoccaggio dei materiali e per le operazioni di carico/scarico. La struttura è tuttora esistente, anche se in parte rimaneggiata, ed adibita ad altre attività.

## Marchio
Il marchio era quello della stilizzazione di una statua di marmo raffigurante un animale mitologico leonino, appoggiato su uno scudo, il tutto sovrastante una base con le lettere stampatello A.L.F.
Nella metà degli anni novanta, l'acronimo dell'azienda, unito al nome "service", è stato ripreso per un certo periodo da parte degli eredi del fondatore, per il noleggio e la fornitura di strutture, attrezzature, e servizi di illuminazione per eventi; aveva sede in una parte dell'ex complesso ALF, senza però connessione con l'attività originaria di progettazione e produzione.